# (12677) Gritsavage
(12677) Gritsavage, désignation provisoire 1981 EO4, est un astéroïde de la ceinture principale découvert en 1981.

## Description
(12677) Gritsavage a été découvert le 2 mars 1981 à l'observatoire de Siding Spring, situé près de Coonabarabran, en Nouvelle-Galles du Sud, en Australie, par Schelte J. Bus.

### Caractéristiques orbitales
L'orbite de cet astéroïde est caractérisée par un demi-grand axe de 2,100 UA, un périhélie de 2,66 UA, une excentricité de 0,11 et une inclinaison de 9,49° par rapport à l'écliptique. Du fait de ces caractéristiques, à savoir un demi-grand axe compris entre 2 et 3,2 UA et un périhélie supérieur à 1,666 UA, il est classé, selon la JPL Small-Body Database, comme objet de la ceinture principale.

### Caractéristiques physiques
(12677) Gritsavage a une magnitude absolue (H) de 14,4 et un albédo estimé à 0,247.

## Étymologie
Cet astéroïde est nommé en l'honneur de Anthony Thomas Gritsavage (1974-).